# Pegasus (album)
Pegasus è il terzo album in studio del rapper statunitense Trippie Redd pubblicato il 30 ottobre 2020.

## Descrizione
All'album parteciperanno PartyNextDoor, Chris Brown, Kanye West, Anderson Paak, Rich the Kid, Young Thug, Future, Quavo, Lil Mosey, Busta Rhymes, Sean Kingston, Lil Wayne, Swae Lee. L'album, contenente 26 tracce, è stato registrato dal 2017 al 2020.

## Tracce
1. Let It Out (feat. Myiah Linnae) – 2:56
2. Moonlight – 2:41
3. Love Scars 4 – 2:36
4. The Nethler – 2:37
5. So Stressed (feat. Yung LB) – 3:24
6. Excitement (feat. PartyNextDoor) – 4:43
7. Mood (feat. Chris Brown) – 2:23
8. Pegasus – 2:17
9. Weeeeee – 2:32
10. Personal Favorite (feat. Rich the Kid) – 2:35
11. V-12 – 2:06
12. Spacehips (feat. Young Thug) – 2:54
13. Never Change (feat. Future) – 2:53
14. Good Morning – 3:21
15. No Honorable Mention (feat. Quavo e Lil Mosey) – 4:18
16. I Got You (feat. Busta Rhymes) – 3:05
17. Too Fly – 3:04
18. Red Beam (feat. Sean Kingston) – 2:07
19. Oomps Revenge, Pt.2 – 1:57
20. Take One – 2:01
21. Sleepy Hollow – 1:41
22. Kid That Didd (feat. Doe Baby) – 3:37
23. Don – 2:24
24. Hell Rain (feat. Lil Wayne e HoodyBaby) – 3:47
25. TR666 (feat. Swae Lee) – 3:00
26. Sun God (feat. Myiah Linnae) – 3:12